# Geoffrey West

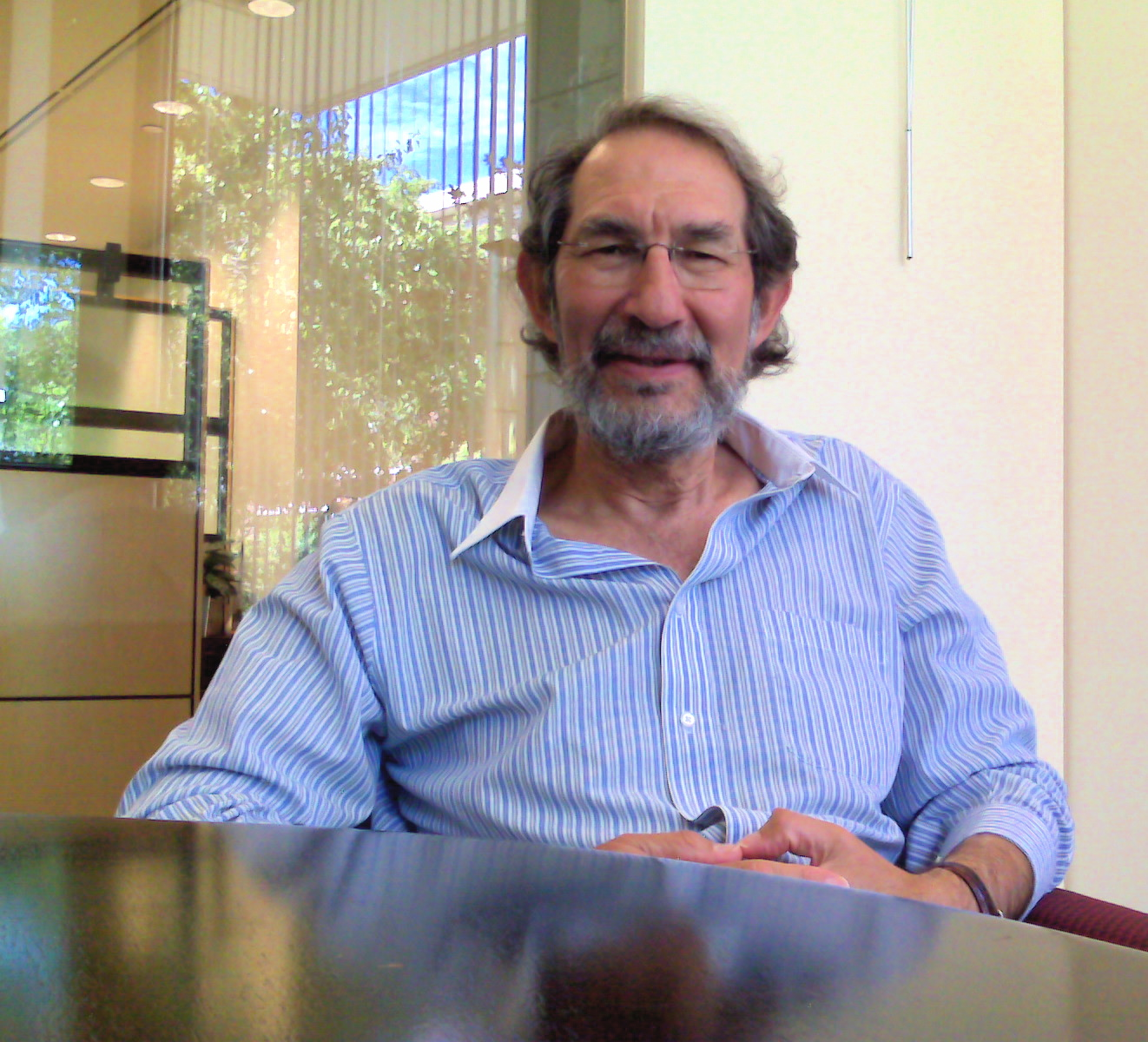
Geoffrey West (2007)

Geoffrey Brian West (né en 1940) est un physicien théoricien américain d'origine britannique. Professeur et ancien président de l'Institut de Santa Fe, il est un chef de file dans l'établissement d'un modèle scientifique des villes. Membre du World Knowledge Dialogue Scientific Board, il est recensé sur le Time 100 en 2006,.

## Biographie
Geoffrey West est né en 1940 à Taunton, Angleterre. Il déménage à Londres à l'âge de 13 ans. Il obtient une licence (Bachelor's) de physique de l'université de Cambridge et entame des études graduées à l'Université Stanford, en Californie (États-Unis). Il y devient membre de faculté.
Il travaille un temps pour le Los Alamos National Laboratory au Nouveau-Mexique, avant de devenir président de l'Institut de Santa Fe, où ses recherches portent sur des enjeux biologiques tels l'allométrie et autres lois de puissance en biologie,.